# 노먼 케이
노먼 케이(Norman Kaye, 1927년 1월 17일 ~ 2007년 5월 28일)는 오스트레일리아의 배우, 음악가이다.
멜버른에서 태어났으며 시드니에서 사망하였다. 사인은 알츠하이머병이다.

## 출연 작품
- 휴먼 터치 (2004년)
- 물랑 루즈 (2001년)
- 무단 경고 (1999년)
- 나 홀로 PC (1997년)
- 헤븐스 버닝 (1997년)
- 브로큰 하이웨이 (1993년)
- 더 커스토디언 (1993년)
- 배드 보이 버비 (1993년)
- 터치 미 (1993년)
- 노스트라다무스의 연인 (1993년)
- 우먼스 테일 (1991년)
- 터틀 비치 (1991, Turtle Beach)
- 방콕 힐튼 (1989년)
- 야간 열차의 뜨거운 밤 (1988년)
- 선인장 (1986년)
- 맨 오브 플라워 (1983년)
- 외로운 마음 (1981년)
- 위험한 여름 (1981년)

### 텔레비전
- 프리즈너 (1979, Prisoner) - 론 왓킨스 역